# Balón de Oro 1990

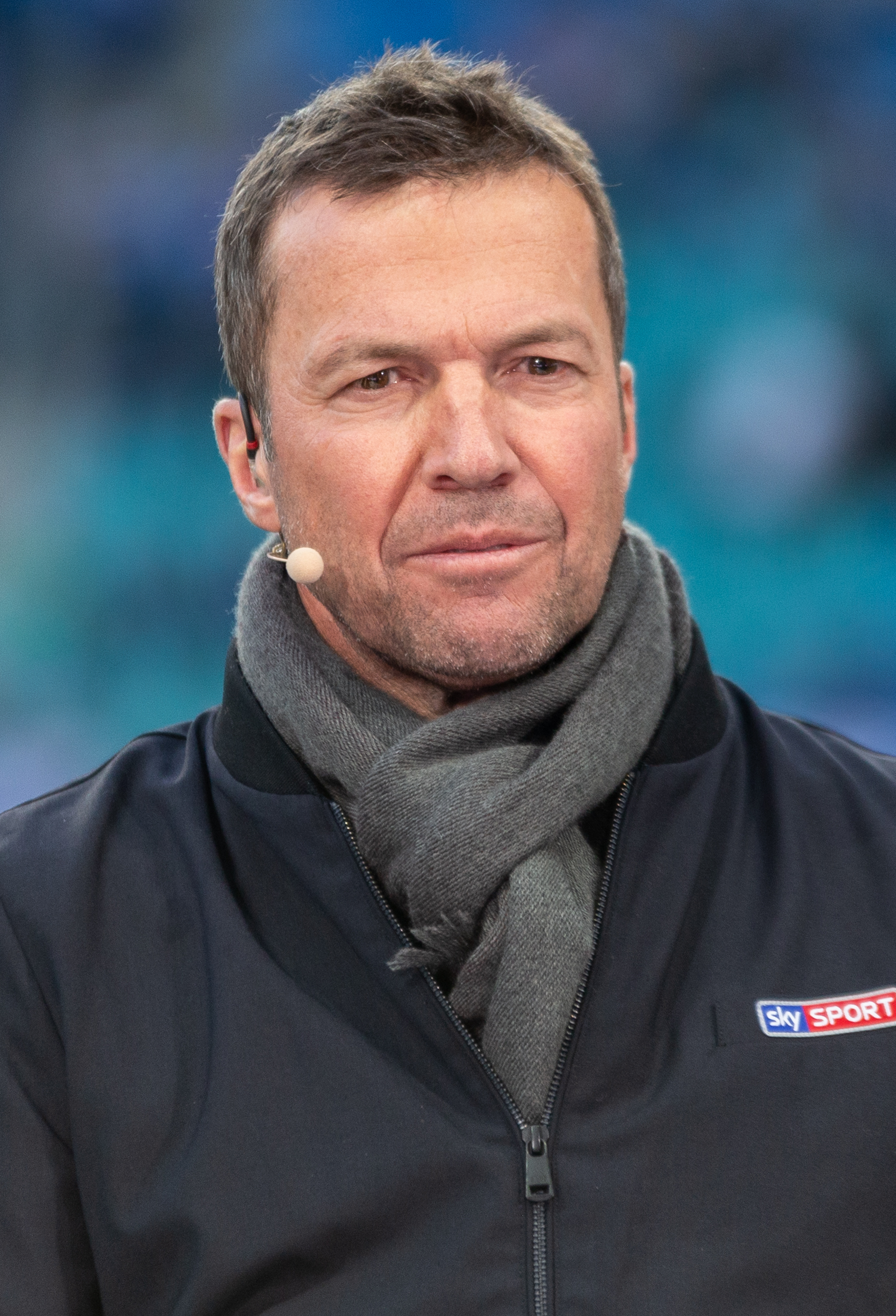
Lothar Matthaeus en 2019

La edición de 1990 del Balón de Oro, 35.ª edición del premio de fútbol creado por la revista francesa France Football, fue ganada por el alemán Lothar Matthäus (Inter de Milán).
El jurado estuvo compuesto por 29 periodistas especializados, de cada una de las siguientes asociaciones miembros de la UEFA: Albania, Alemania Occidental, Alemania Oriental, Austria, Bélgica, Bulgaria, Checoslovaquia, Dinamarca, Escocia, España, Finlandia, Francia, Grecia, Hungría, Inglaterra, Irlanda, Islandia, Italia, Luxemburgo, Malta, Países Bajos, Polonia, Portugal, Rumanía, Suecia, Suiza, Turquía, Unión Soviética y Yugoslavia.
El resultado de la votación fue publicado en el número 2333 de France Football, el 25 de diciembre de 1990.

## Sistema de votación
Cada uno de los miembros del jurado elige a los que a su juicio son los cinco mejores futbolistas europeos. El jugador elegido en primer lugar recibe cinco puntos, el elegido en segundo lugar cuatro puntos y así sucesivamente.
De esta forma, se repartieron 435 puntos, siendo 145 el máximo número de puntos que podía obtener cada jugador (en caso de que los 29 miembros del jurado le asignaran cinco puntos).

## Clasificación final
| Puesto | Jugador               | Equipo                             | Votos | Votos | Votos | Votos | Votos | Votos | Puntos |
| Puesto | Jugador               | Equipo                             | 1.º   | 2.º   | 3.º   | 4.º   | 5.º   | Total | Puntos |
| ------ | --------------------- | ---------------------------------- | ----- | ----- | ----- | ----- | ----- | ----- | ------ |
| 1.º    | Lothar Matthäus       | Inter de Milán                     | 25    | 3     |       |       |       | 28    | 137    |
| 2.º    | Salvatore Schillaci   | Juventus                           | 2     | 12    | 5     | 4     | 3     | 26    | 84     |
| 3.º    | Andreas Brehme        | Inter de Milán                     | 2     | 6     | 8     | 3     | 4     | 23    | 68     |
| 4.º    | Paul Gascoigne        | Tottenham Hotspur                  |       | 2     | 6     | 6     | 5     | 19    | 43     |
| 5.º    | Franco Baresi         | Milan                              |       | 5     | 2     | 3     | 5     | 15    | 37     |
| 6.º    | Enzo Scifo            | Auxerre                            |       |       | 3     | 1     | 1     | 5     | 12     |
|        | Jürgen Klinsmann      | Inter de Milán                     |       |       | 1     | 4     | 1     | 6     | 12     |
| 8.º    | Roberto Baggio        | Fiorentina / Juventus              |       | 1     | 1     |       | 1     | 3     | 8      |
| 9.º    | Frank Rijkaard        | Milan                              |       |       | 1     | 2     |       | 3     | 7      |
| 10.º   | Guido Buchwald        | Stuttgart                          |       |       | 2     |       |       | 2     | 6      |
| 11.º   | Jean-Pierre Papin     | Olympique Marsella                 |       |       |       | 1     | 1     | 2     | 3      |
| 12.º   | Rafael Martín Vázquez | Real Madrid / Torino               |       |       |       | 1     |       | 1     | 2      |
|        | Paul McGrath          | Aston Villa                        |       |       |       | 1     |       | 1     | 2      |
|        | Robert Prosinečki     | Estrella Roja                      |       |       |       | 1     |       | 1     | 2      |
|        | Des Walker            | Nottingham Forest                  |       |       |       | 1     |       | 1     | 2      |
|        | Walter Zenga          | Inter de Milán                     |       |       |       | 1     |       | 1     | 2      |
|        | Dragan Stojković      | Estrella Roja / Olympique Marsella |       |       |       |       | 2     | 2     | 2      |
| 18.º   | John Barnes           | Liverpool                          |       |       |       |       | 1     | 1     | 1      |
|        | Michael Laudrup       | Barcelona                          |       |       |       |       | 1     | 1     | 1      |
|        | Gary Lineker          | Tottenham Hotspur                  |       |       |       |       | 1     | 1     | 1      |
|        | David Platt           | Aston Villa                        |       |       |       |       | 1     | 1     | 1      |
|        | Rudi Völler           | Roma                               |       |       |       |       | 1     | 1     | 1      |
|        | Chris Waddle          | Olympique Marsella                 |       |       |       |       | 1     | 1     | 1      |

## Curiosidades
- Siete de los diez primeros clasificados jugaban en la Serie A.